# 悪霊につかれた人
悪霊につかれた人（あくれいにつかれたひと、 ギリシア語: δαιμονίζομαι）とは、『新改訳聖書』が採用した聖書の語句であるが、ここではキリスト教の神学上の意味のみを説明する。他の宗教の観点は扱わない。ただし、自由主義神学（リベラル）では堕落した御使いである人格的悪魔、悪霊の存在を否定することがあるため、聖書信仰の理解を中心に記述する。

## 聖書
この語はマタイ4:24、8:16、28、33、9:32、12:22、マルコ1:32、ヨハネ7:20、8:48、52、10:20、使徒19:13に出て来る。チャールズ・クラフトは英訳がギリシャ語の意味と異なる点を指摘し、これは単に「悪霊を持っている」という意味だと解説している。
山崎ランサム和彦は新約聖書における悪霊追い出しの大部分は異教との境界で起こっており、新約聖書は異教の偶像礼拝や魔術と悪霊の関係について教えていることから、悪霊につかれることは異教における現象であり、新約聖書でクリスチャンが悪霊につかれた（人格が悪霊の完全な支配下におかれた）例は無いと指摘する。

## 日本語
滝元順は日本人の世界観にはアニミズム的な考えがあるために、霊の戦いについて混乱と誤解があると指摘する。

## 神学
聖書には「私たちは神の子供であり、この世界は悪魔の支配下にあることを知っている。」（第一ヨハネ5:19、現代訳聖書）「私たちは神からの者であり、全世界は悪い者の支配下にあることを知っています。」（新改訳聖書）と書かれている。神学上の全的堕落の教理によれば、これらの聖句から全人類は悪魔の配下にあると定義されており、異教の偶像崇拝により悪霊につかれた例や、その影響を受けた例が指摘されている。また、ピーター・バイヤーハウスは悪魔の入り込んでいない異教はないため、福音宣教は悪霊追い出しを含むと述べている。「霊の戦いに関する聖書的・包括的理解のためのナイロビ声明」は、悪霊との戦いは教会が未信者と遭遇したところで見られたと述べており、クリスチャンが悪霊につかれるかどうかについては、意見に相違のある諸領域として検討している。